# 1988 au cinéma
| Années du cinéma : 1985 - 1986 - 1987 - 1988 - 1989 - 1990 - 1991    |
| Décennies du cinéma : 1950 - 1960 - 1970 - 1980 - 1990 - 2000 - 2010 |

Cet article présente les faits marquants de l'année 1988 au cinéma.

## Événements
- Le film La Dernière Tentation du Christ de Martin Scorsese est jugé sacrilège par certains milieux catholiques.
- 15 juillet : Début de la mythique série Die Hard avec la sortie du premier volet aussi connu sous le nom de Piège de cristal.

## Festivals

### Cannes
- Le 41e Festival se tient du 11 au 23 mai 1988.
- Pelle le Conquérant (Pelle Erobreren) de Bille August reçoit la Palme d'or.

### Autres festivals
4e Festival international de films de Fribourg (FIFF)

## Récompenses

### Oscars
- La 61e cérémonie des Oscars se déroule le 29 mars 1989.
- Meilleur film et Meilleur réalisateur : Rain Man de Barry Levinson
- Meilleure actrice : Jodie Foster, Les Accusés (The Accused)
- Meilleur acteur : Dustin Hoffman, Rain Man
- Meilleur film étranger : Pelle le Conquérant (Danemark), Bille August

Article détaillé : Oscars du cinéma 1988

### Césars
- La 13e cérémonie des Césars est présidée par Miloš Forman.
- Meilleur film, Meilleur réalisateur : Au revoir les enfants de Louis Malle
- Meilleur Acteur : Richard Bohringer Le Grand Chemin
- Meilleure Actrice : Anémone Le Grand Chemin
- Meilleur Film étranger (États-Unis, Italie) Le Dernier Empereur de Bernardo Bertolucci

Article détaillé : Césars du cinéma 1988

### Autres récompenses
- Prix Louis-Delluc : La Lectrice de Michel Deville
- Prix Romy-Schneider : Fanny Bastien
- Prix Jean-Vigo : La Comédie du travail, de Luc Moullet

## Box-Office

### France
| Class.                     | Titre                                | Pays                  | Réalisateur         | Box-Office France |
| -------------------------- | ------------------------------------ | --------------------- | ------------------- | ----------------- |
| 1.                         | Le Grand Bleu                        |                       | Luc Besson          | 9 194 118 entrées |
| 2.                         | L'Ours                               |                       | Jean-Jacques Annaud | 9 136 691 entrées |
| 3.                         | Qui veut la peau de Roger Rabbit     | États-Unis d'Amérique | Robert Zemeckis     | 5 886 597 entrées |
| 4.                         | La vie est un long fleuve tranquille |                       | Étienne Chatiliez   | 4 088 009 entrées |
| 5.                         | Itinéraire d'un enfant gâté          |                       | Claude Lelouch      | 3 254 397 entrées |
| Source : cbo-boxoffice.com |                                      |                       |                     |                   |

### États-Unis
- Rain Man

## Principaux films de l'année
- L'Insoutenable Légèreté de l'être
- Le Grand Bleu
- Qui veut la peau de Roger Rabbit
- Beetlejuice
- L'Ours
- Veuve mais pas trop
- Colors
- Le Tombeau des lucioles
- Les Liaisons dangereuses
- Y'a bon les blancs
- À bout de course
- À gauche en sortant de l'ascenseur
- Action Jackson
- Jeu d'enfant
- Y a-t-il un flic pour sauver la reine ?
- Un Poisson nommé Wanda
- Cocktail
- Cyborg
- Le Cauchemar de Freddy
- Rambo III
- Le Scorpion rouge
- Double Détente
- Jumeaux
- Piège de cristal
- La Bague et le Bracelet

### Films français sortis en 1988
- Le Grand Bleu de Luc Besson, avec Jean Reno en second rôle, portant sur un champion d’apnée.
- La vie est un long fleuve tranquille.
- L’Ours de Jean-Jacques Annaud, film animalier dans lequel un ourson orphelin est adopté par un ours solitaire.
- Itinéraire d’un enfant gâté, avec Jean-Paul Belmondo.
- Chouans !, avec Philippe Noiret, Sophie Marceau et Lambert Wilson.
- L'Étudiante, avec Sophie Marceau.

Divers :  Bernadette, Bonjour l'angoisse, Le Café des Jules, Camille Claudel, Chocolat, Mémoires d'un juif tropical.

### Autres films sortis en France en 1988
- 10 février : Un enfant de Calabre film franco-italien de Luigi Comencini

## Principales naissances
- 7 janvier : Robert Sheehan
- 29 janvier : Kelyan Blanc
- 10 avril : Haley Joel Osment
- 24 avril : Jey Crisfar
- 13 juin : Cody Walker
- 20 juin : Shefali Chowdhury
- 24 août : Rupert Grint
- 5 septembre :  Emmy Raver-Lampman
- 17 septembre : Ritu Arya
- 3 octobre : Alicia Vikander
- 1er décembre : Nadia Hilker
- 6 novembre : Emma Stone
- 6 décembre : Sabrina Ouazani

## Principaux décès
- 7 janvier :
  - Michel Auclair, acteur français.
  - Trevor Howard, acteur britannique.
- 21 janvier : Jacques Vilfrid, réalisateur, scénariste et producteur français.
- 2 février : Marcel Bozzuffi, acteur et réalisateur français.
- 30 mars : Fred Gilman, acteur américain de westerns.
- 18 juillet : Nico, chanteuse et actrice allemande.
- 11 août : Pauline Lafont, actrice française.
- 23 août : Gerald Drayson Adams, scénariste britannique de westerns.
- 29 octobre : Paul Misraki, compositeur français.
- 27 novembre : John Carradine, acteur américain.